# عطاء بن أبي ميمونة
عطاء بن أبي ميمونة أبو معاذ منيع البصري، مولى أنس بن مالك، ويُقال مولى عمران بن حصين، وهو والد إبراهيم بن عطاء، وروح بن عطاء، تابعي، وراوي حديث نبوي من أهل البصرة. مات بعد الطاعون سنة 131 هـ.

## روايته للحديث النبوي
- روى عن: أنس بن مالك، وجابر بن سمرة، والحسن البصري، وعمران بن حصين، ووهب بن عمير، وأبي بردة بن أبي موسى الأشعري، وأبي رافع الصائغ، وأبي سلمة بن عبد الرحمن بن عوف.
- روى عنه: ابنه إبراهيم بن عطاء بن أَبي ميمونة، وحماد بن سلمة، وخالد الحذاء، وابنه روح بن عطاء بن أَبي ميمونة، وروح بن القاسم، وزهير بن العلاء العنسي، وشعبة بن الحجاج، وعبد اللهِ بن بكر بْن عبد الله المزني، وعبد الله بن نوح، وعُمَر بن رديح، ومحبوب بن هلال المزني، ومحمد بن الخطاب بن جبير بن حية الثقفي الجبيري، وهلال بن عبد الرحمن الحنفي، ويوسف بن عطية الصفار.[1]
- الجرح والتعديل: وثّقه أبو زرعة الرازي والنسائي ويحيى بن معين، بينما اتهمه أبو حاتم الرازي أنه كان قدريًا، وقال ابن عدي: «ومن يروي عنه يكنيه بأبي معاذ، وفي أحاديثه بعض ما ينكر عليه.»،[1] وقال الذهبي: «بصري حجة»،[2] وقال محمد بن سعد البغدادي: «كان يرى رأي القَدَر»،[3] ذكره ابن حبان في كتاب الثقات، روى له الجماعة سوى الترمذي.[1]